# Thorstein Stenbek
Thorstein Stenbek (ur. 8 września 1909 – zm. 21 czerwca 1983) – norweski łyżwiarz szybki, brązowy medalista mistrzostw Europy.

## Kariera
Największy sukces w karierze Thorstein Stenbek osiągnął w 1930 roku, kiedy zdobył brązowy medal podczas wielobojowych mistrzostw Europy w Trondheim. W zawodach tych wyprzedzili go jedynie dwaj rodacy: Ivar Ballangrud oraz Michael Staksrud. W poszczególnych biegach Stenbek był tam piętnasty na 500 m, drugi na 5000 i 10 000 m oraz szósty w biegu na 1500 m. Był to jedyny medal wywalczony przez niego na międzynarodowej imprezie tej rangi. W tej samej konkurencji był też między innymi szósty na mistrzostwach świata w Oslo w 1929 roku, gdzie jego najlepszym wynikiem było trzecie miejsce na 5000 m. Nigdy nie wystąpił na igrzyskach olimpijskich. W 1931 roku został mistrzem Norwegii w wieloboju.